# Hans Kellner (Politiker, 1929)
Hans Kellner (* 15. Jänner 1929 in Zwentendorf an der Donau; † 9. November 2005 in Tulln an der Donau) war ein österreichischer Politiker (ÖVP) und Landwirtschaftslehrer. Er war von 1969 bis 1984 Abgeordneter zum Landtag von Niederösterreich.

## Leben
Kellner absolvierte das Francisco Josephinum und legte die Matura ab. Er trat 1948 in den landwirtschaftlichen Schuldienst und wurde 1955 Lehrer und 1969 Direktor der landwirtschaftlichen Fachschule in Tulln an der Donau. Ab 1955 engagierte er sich im Gemeinderat, in den Jahren 1960 bis 1970 war er Vizebürgermeister in Zwentendorf. Des Weiteren war er ab 1968 als ÖVP-Hauptbezirksparteiobmann im Bezirk Tulln aktiv. Kellner war ab 1970 erneut Gemeinderat und fungiert zwischen 1975 und 1984 wieder als Vizebürgermeister. Zudem vertrat Kellner die ÖVP zwischen dem 20. November 1969 und dem 5. November 1984 im Landtag und war zwischen 1974 und 1984 Klubobmann des ÖVP-Landtagsklubs. Er schied 1984 aus gesundheitlichen Gründen aus seiner Funktion. Kellner war neben seinem politischen Engagement ab 1972 Vizepräsident und von 1983 bis 1999 Präsident des Niederösterreichischen Roten Kreuzes sowie in den Jahren 1994 bis 1999 Vizepräsident des Österreichischen Roten Kreuzes.
Anlässlich des 70. Geburtstages von Kellner wurde eine Stiftung ins Leben gerufen. Die Stiftung hat die Aufgabe Rot Kreuz Mitarbeiter für ihre herausragenden Leistungen und ihr Engagement im Rahmen des Roten Kreuzes zu ehren.
2017, 2018, 2019.